# 白金磁石
白金磁石は、白金を主原料として製造された磁石。
白金（約70 %）に、鉄やニオブ、コバルトなどを加えて鋳造する。金属であるために製造が容易であり、また形状や加工の自由度も大きい。金属磁石では最も強い磁気性能を持つが、希土類磁石よりもやや劣る。白金を含むため非常に高価である。
希土類磁石が開発される以前から高級な時計やステレオなどに使用されていたほか、化学的に安定していることから人体への影響が少なく、健康器具や医療器具への利用も行われている。